# 兰施泰特
兰施泰特（德語：Rannstedt，發音：[ˈʁanʃtɛt]）是德国图林根州魏玛地区县曾经的一个市镇，面积2.96平方千米，人口为人。2023年1月1日，兰施泰特并入市镇巴特苏尔察。